# 大倉孝二
大倉 孝二（おおくら こうじ、1974年〈昭和49年〉7月18日 - ）は、日本の俳優。東京都出身。劇団ナイロン100℃所属。所属事務所はCUBE。身長187cm、体重78kg。

## 略歴
舞台をはじめ、各媒体で活躍。
優柔不断な青年・コミカルな役・ひねくれ者の役など、クセとインパクトのある役柄を演じることが多く、「キリン生烏龍」などのインパクトのあるCM出演もある。
2002年の映画『ピンポン』でのアクマ役で、一躍その個性が広く知られるようになった。その後NHK大河ドラマ『新選組!』やバラエティ番組の出演など、活躍の場を広げている。

## 人物
- 立川市立第七中学校卒業、在学中に王様の耳はロバの耳を熱演。
- 都立武蔵村山高校時代はバドミントン部に所属。
- 舞台芸術学院卒業後、芝居を作ってみたいと思って訪ねた劇団ナイロン100℃で、たまたま開かれていた役者オーディションに合格。役者の道に入る[2]。
- 好物はカレー料理全般。
- 俳優の八嶋智人と親しく、実際に共演も多く、『新選組!』では因果のある役柄でも共演した。
- 「逃げ出したくなるときはありますか?」とインタビューで尋ねられ、舞台の直前はいつも逃げ出したい心境になることを吐露している[3]。
- サッカー観戦好き。
- 舞台『贋作・桜の森の満開の下』で共演した朱門みず穂と5年の交際期間を経て、2006年9月に結婚した[2]。
- 2021年5月、出演予定だった「NODA・MAP」の舞台『フェイクスピア』をリンパ節の炎症による疾病のため降板[4]。

## 出演

### テレビドラマ
- 踊る大捜査線 秋の犯罪撲滅スペシャル（1998年10月6日、フジテレビ） - 女を泣かせた男
- プリズンホテル 第4・5話（1999年5月8日・15日、テレビ朝日）
- ケイゾク 最終回（1999年3月19日、TBSテレビ） - 顔を変えられる前の朝倉裕人
- 悪いオンナ「誘惑を売る女」（1999年12月2日 - 23日、TBSテレビ） - 前島
- 合い言葉は勇気（2000年、フジテレビ）
- 非婚家族 第3・4話（2001年7月19日・26日、フジテレビ）
- 愛のことば（2001年4月 - 6月、東海テレビ）
- A side B 第4・8話（2001年、BS-i）
- 太陽の季節（2002年7月 - 9月、TBSテレビ） - 上島利久
- リモート（2002年10月 - 12月、日本テレビ） - 八戸一郎
- 緑のクリスマス（2002年12月23日、NHK総合）
- 高校教師（2003年1月 - 3月、TBSテレビ） - 村松保
- HR 第3話（2002年10月23日、フジテレビ） - ドミソ・ピザ店員
- ぼくの魔法使い（2003年4月 - 7月、日本テレビ） - 小松正臣
- 介護家族『花、咲きまっか』（2003年3月、日本テレビ）
- ニューカマーズ 第6回『きまずっ!』（2003年、フジテレビ）
- 初恋.com（2003年12月22日 - 25日、日本テレビ） - 本田純一
- 川、いつか海へ 6つの愛の物語 第5話（2003年12月25日、NHK総合） - 松本刑事
- 大河ドラマ（NHK総合）
  - 新選組! 第1回 - 第38回（2004年1月11日 - 9月26日） - 河合耆三郎
  - 青天を衝け 第27回 - 最終回（2021年9月19日 - 12月26日） - 大隈重信
- 乱歩R 第9話・第10話『怪人二十面相』（2004年3月8日・15日、日本テレビ） - 森島
- 世にも奇妙な物語 「殺し屋ですのよ」（2004年3月29日、フジテレビ） - 田中弘（バーで酒を飲む男）
- 光とともに…〜自閉症児を抱えて〜（2004年4月 - 6月、日本テレビ） - 藪下檜冶
- 富豪刑事 第8話（2005年3月3日、テレビ朝日） - 栗田厚雄
- 水曜プレミア『夜王』（2005年5月11日、TBSテレビ） - 潤
- 金曜エンタテイメント 特別企画『踊る!親分探偵』（2005年6月10日、フジテレビ） - 元組員・岩切
- ラスト・プレゼント（2005年6月11日、テレビ朝日） - 野村真二
- 電車男 第5話（2005年8月4日、フジテレビ） - 井村駿平
- おとなの夏休み（2005年7月 - 9月、日本テレビ） - 岡崎元一朗
- 恋する日曜日「晩菊」（2005年11月13日、BS-i） - 田部守
- 里見八犬伝（2006年1月2日 - 3日、TBSテレビ） - 乞食
- 西遊記（2006年1月 - 3月、フジテレビ） - 老子
- マチベン 第2話 （2006年4月15日、NHK総合） - 鈴木博史
- ダンドリ。（2006年7月 - 9月、フジテレビ） - マコト
- アンフェア the special コード・ブレーキング〜暗号解読（2006年10月3日、フジテレビ） - 小田切
- 青春★ENERGY 結婚披露宴〜人生最悪の3時間〜（2007年1月10日、フジテレビ） - 和久井貴裕
- 王様の心臓〜リア王より〜（2007年4月6日、日本テレビ） - 江戸川雅人
- わたしたちの教科書（2007年4月 - 6月、フジテレビ） - 戸板篤彦
- 受験の神様（2007年7月 - 9月、日本テレビ） - 手塚晋作
- ジョシデカ!-女子刑事-（2007年10月 - 12月、TBSテレビ） - 吉井耕介
- ホカベン 第4話 - 第6話（2008年5月7日 - 21日、日本テレビ） - 富田大介
- CHANGE 第4話 - 最終話（2008年6月2日 - 7月14日、フジテレビ） - SP・檀原段
- Room Of King 第6話 - 最終話（2008年11月8日 - 29日） - 高草木空
- となりの芝生（2009年7月 - 9月、TBSテレビ） - 高平要
- 4夜連続ドラマ 卒うた 第2夜「道」（2010年3月2日、フジテレビ） - 桜木健太
- 連続テレビ小説 ゲゲゲの女房（2010年3月29日 - 9月25日、NHK総合） - 村井雄一
- 新参者 第2・3話（2010年4月25日・5月2日、TBSテレビ） - 柳沢直哉
- モリのアサガオ 第1話 - 第4話、第9話・最終話（2010年10月18日 - 11月8日、12月13日・20日、テレビ東京） - 星山克博
- NHK正月時代劇 隠密秘帖（2011年1月1日、NHK総合） - 添田
- 外交官・黒田康作（2011年1月 - 3月、フジテレビ） - 鴨下祐司
- デカワンコ（2011年1月 - 3月、日本テレビ） - 柳誠士郎
  - デカワンコ ちょっとだけリターンズ（2011年4月30日）
  - デカワンコ 新春スペシャル（2012年1月7日）
- 幸せになろうよ（2011年4月 - 6月、フジテレビ） - 小松原進
- 金曜プレステージ 東野圭吾3週連続スペシャルブルータスの心臓（2011年6月17日、フジテレビ） - 橋本敦司
- 金曜プレステージ 森村誠一 女のサスペンス・マリッジ（2012年6月29日、フジテレビ）
- 東野圭吾ミステリーズ 第9話「結婚報告」（2012年9月6日、フジテレビ） - 山下昌章
- ビブリア古書堂の事件手帖 第8話（2013年3月4日、フジテレビ） - 吉見
- 押忍!!ふんどし部! 第2話・第4話・第8話・第11話・第12話（2013年4月18日・5月30日・6月20日・27日、テレビ神奈川ほか） - 保健の先生（緑倉幸一）
  - 押忍!!ふんどし部! シーズン2 〜南海怒濤篇〜 第3話・第8話・第9話（2014年1月17日・2月21日・28日、テレビ神奈川ほか）
- ショムニ2013 第6話（2013年8月21日、フジテレビ） - 梶山太一
- 鍵のない夢を見る 第3夜「石蕗南地区の放火」（2013年9月15日、WOWOW） - 大林
- ダンダリン 労働基準監督官（2013年10月 - 12月、日本テレビ） - 田中正一
- おふこうさん（2014年1月 - 2月、NHK BSプレミアム） - 小金沢銀次
- 夜のせんせい（2014年1月 - 3月、TBSテレビ） - 梶原治
- 新春ドラマスペシャル 大使閣下の料理人（2015年1月3日、フジテレビ） - 古田誠一
- 怪奇恋愛作戦（2015年1月 - 3月、テレビ東京） - 悲別
- 恋愛あるある。 「社内恋愛あるある」（2015年6月24日、フジテレビ） - 小須田部長
- エイジハラスメント（2015年7月 - 9月、テレビ朝日） - 平本大輔
- ドラマスペシャル 緊急取調室（2015年9月27日、テレビ朝日） - 磐城和久
  - 緊急取調室 SECOND SEASON（2017年4月 - 6月）
  - 緊急取調室 THIRD SEASON（2019年4月 - 6月）
  - 新春ドラマスペシャル「緊急取締室 特別招集 2022 8億円のお年玉」（2022年1月3日）[5]
  - 緊急取調室 FIFTH SEASON（2025年10月〈予定〉 - ）[6]
- ドラマスペシャル 家政婦は見た! 第2作（2015年12月5日、テレビ朝日） - 飯田武男
- 桜坂近辺物語 第3夜「近辺3」（2016年3月9日、フジテレビ） - 青山[7][8]
- 民王スペシャル〜新たなる陰謀〜（2016年4月15日、テレビ朝日） - 豪徳寺義経[9]
- 火の粉（2016年4月 - 5月、東海テレビ） - 梶間俊郎[10]
- グッドパートナー 無敵の弁護士（2016年4月 - 6月、テレビ朝日） - 九十九治[11]
- 真昼の悪魔（2017年2月 - 3月、東海テレビ） - 大塚光
- カルテット 第8・9話（2017年3月7日・14日、TBSテレビ） - 大菅直木
- ボク、運命の人です。（2017年4月 - 6月、日本テレビ） - 関原卓
- みをつくし料理帖 第5話・第6話（2017年6月17日・24日、NHK総合） - 富三
- 沈黙法廷（2017年9月 - 10月、WOWOW） - 鳥飼達也
- 下北沢ダイハード 最終話「父親になりすます男」（2017年9月30日、テレビ東京） - 村山
- アンナチュラル（2018年1月 - 3月、TBSテレビ） - 毛利忠治
- バイプレイヤーズ〜もしも名脇役がテレ東朝ドラで無人島生活したら〜 第4話（2018年2月28日、テレビ東京） - 大倉孝二（本人役）／常連客2
- 弟の夫 最終話（2018年3月18日、NHK BSプレミアム） - 横山先生
- アイアングランマ2（2018年6月 - 7月、NHK BSプレミアム） - 野長瀬定幸
- 僕とシッポと神楽坂（2018年10月 - 12月、テレビ朝日） - 名倉雅彦[12]
- 犬神家の一族（2018年12月24日、フジテレビ） - 猿蔵
- 名探偵・明智小五郎（2019年3月30日・31日、テレビ朝日） - 桂正一
- 俺のスカート、どこ行った?（2019年4月 - 6月、日本テレビ） - 庄司雅敏
- FLY! BOYS, FLY! 僕たち、CAはじめました（2019年9月24日、関西テレビ・フジテレビ系） - 室井義雄[13]
- 女子高生の無駄づかい（2020年1月 - 3月、テレビ朝日） - 教頭[14]
- 伝説のお母さん（2020年2月 - 3月、NHK総合） - 国王[15]
- MIU404 第3話・第9話（2020年7月10日・8月21日、TBS） - 毛利忠治[16][17]
- 妖怪シェアハウス（2020年8月 - 9月、テレビ朝日） - 沼田飛世/ぬらりひょん[18]
  - 妖怪シェアハウス-帰ってきたん怪-（2022年4月9日 - 6月4日）[19]
- 孤独のグルメ 2020 大晦日スペシャル～俺の食事に密はない、孤独の花火大作戦!～（2020年12月31日、テレビ東京） - 森田康介
- 神様のカルテ（2021年2月15日 - 3月8日、テレビ東京） - 男爵
- コタローは1人暮らし（2021年4月24日 - 6月26日、テレビ朝日） - 福野一平
  - 帰ってきたぞよ!コタローは1人暮らし（2023年4月15日 - 6月10日）[20]
- 管理官キング（2022年1月6日、テレビ朝日） -  二瓶次郎[21]
- 競争の番人（2022年7月11日 - 9月19日、フジテレビ） - 風見慎一[22]
- テレビとはあついものなり〜放送70年TV創世記〜（2023年3月21日、NHK総合） - 宮川三雄[23]
- クライムファミリー（2023年4月12日 - 5月3日、フジテレビ） - 佐々木歩 役[24]
- フィクサー Season3（2023年10月8日 - 11月5日、WOWOW） - 加納弘樹 役[25]
- うちの弁護士は手がかかる（2023年10月13日 - 12月22日、フジテレビ） - 海堂俊介[26]
- 下剋上球児 第2話・第5話・第6話（2023年10月22日・11月12日・19日、TBS） - 小柳晴哉[27]
- 嘘解きレトリック（2024年10月7日 - 12月16日、フジテレビ） - 倉田達造[28]
- ホットスポット 第7話・最終話（2025年2月23日・3月16日、日本テレビ） - 田中晋平[29]
- 魔物 (마물)（2025年4月18日 - 6月13日、テレビ朝日） - 今野昴[30]

### 配信ドラマ
- 民王番外編 秘書貝原と6人の怪しい客 第6話（2016年5月27日配信、TELASA） - 豪徳寺義経 役
- 東京、愛だの、恋だの　第1話（2021年9月11日配信、Paravi） - 吉池純一 役
- 新聞記者（2022年1月13日配信、Netflix）- 矢川良和 役
- 今際の国のアリス シーズン3（2025年9月25日配信予定、Netflix）[31]

### 映画
- 弟切草（2001年） - 浮田真一
- 溺れる魚（2001年） - ファミレスの変態
- ダンボールハウスガール（2001年） - 高槻刑事
- ピンポン（2002年） - 佐久間学（アクマ）
- g@me.（2003年）
- ジョゼと虎と魚たち（2003年） - 麻雀屋客‐若い男
- 1980（2003年）
- きょうのできごと a day on the planet（2004年） - 川崎哲
- 天国の本屋〜恋火（2004年） - マル
- スウィングガールズ（2004年） - スーパーのチーフ
- クリスマス・クリスマス（2004年、山口博樹監督、） - 主演・石崎健太[32]
- 恋文日和（2004年） - 鈴森一成
- 阿修羅城の瞳（2005年） - 俵蔵
- メールで届いた物語 - 第3話 アボカド納豆。（2005年） - 藤井
- 8月のクリスマス（2005年） - 宮田亮二
- いらっしゃいませ、患者さま。（2005年） - チンピラの石松
- あおげば尊し（2005年）
- 陽気なギャングが地球を回す（2006年） - 地道
- 日本沈没（2006年） - 日沼達夫
- ユメ十夜 第5夜（2007年） - 庄太郎
- 大帝の剣（2007年） - 手妻の籐次
- 舞妓Haaaan!!!（2007年） - 大下
- 西遊記（2007年） - 老子
- デトロイト・メタル・シティ（2008年） - ファンA
- ヘブンズ・ドア（2009年2月7日） - K3ホールディングス社員安達
- 罪とか罰とか（2009年） - 立本
- ソフトボーイ（2010年） - 澤山先生
- 宇宙で1番ワガママな星（2010年） - 主演
- ボクたちの交換日記（2013年） - 紺野
- 謎解きはディナーのあとで（2013年） - 高円寺雄太
- 陽だまりの彼女（2013年） - 田中進
- ロマンス（2015年） - 桜庭洋一
- HERO（2015年） - 一ノ瀬隆史
- 秘密 THE TOP SECRET（2016年） - 今井孝史
- リンキング・ラブ（2017年） - 室岡（タイムコップ）
- DESTINY 鎌倉ものがたり（2017年） - 川原刑事
- 空飛ぶタイヤ（2018年） - 高嶋靖志
- 君が君で君だ（2018年） - 坂本龍馬になりきる男[33]
- 検察側の罪人（2018年） - 弓岡嗣郎
- 人魚の眠る家（2018年） - 門脇
- 見えない目撃者（2019年） - 吉野直樹
- ロマンスドール（2020年） - 原田
- 妖怪大戦争 ガーディアンズ（2021年） - 猩猩
- 妖怪シェアハウス-白馬の王子様じゃないん怪-（2022年） - 沼田飛世/ぬらりひょん[34][19][35]
- ラストマイル（2024年） - 毛利忠治 役[36]
- でっちあげ〜殺人教師と呼ばれた男（2025年6月27日）[37]
- 劇場版「緊急取調室 THE FINAL」（2025年公開予定） - 磐城和久 役[38][39][40][6]

### 舞台
- サツバツ/カタコト（1996年）
- 唇からナイフ（1998年7月）
- 蠅取り紙（1999年6月 - 7月）
- プロパガンダ・デイドリーム（2000年5月 - 6月） - 新聞記者・広瀬雅雄
- 人間風車（2000年11月 - 12月）
- 贋作・桜の森の満開の下（2001年6月） - エンマ/エンマロ、鬼、使者
- ノーアート・ノーライフ（2001年11月） - メグリ
  - ノーアート・ノーライフ 再演（2011年11月 - 12月）
- 彦馬がゆく（2002年1月 - 3月） - 伊藤俊輔
- ダブリンの鐘つきカビ人間（2002年5月 - 6月） - カビ人間
- ハルディン・ホテル（2003年11月 - 12月）
- 赤鬼 日本版（2004年10月） - 水銀（ミズカネ）
- 消失（2004年12月 - 2005年1月） - 主演 チャズ・フォルティー
  - 消失 再演（2015年12月）
- カラフルメリィでオハヨ 〜いつもの軽い致命傷の朝〜（2006年4月 - 5月） - 父
- 開放弦（2006年7月 - 8月） - 門田
- 橋を渡ったら泣け（2007年3月） - 佐田山七郎
- 犯さん哉（2007年10月 - 11月） - 大学生の星さん、神様
- わが闇（2007年12月 - 2008年1月） - 大鍋あたる
  - わが闇 再演（2013年6月 - 7月）
- NODA・MAP パイパー（2009年1月 - 2月） - キム
- 神様とその他の変種（2009年4月 - 5月） - 動物園の飼育係・ユウチャン
- 東京月光魔曲（2009年12月 - 2010年1月） - 作家
- 2番目、或いは3番目（2010年6月 - 8月） - 老人
- 奥様お尻をどうぞ（2011年7月 - 9月）
- 持ち主、登場（2012年2月） - 主演、作・演出
- 百年の秘密（2012年4月 - 5月） - エース
  - 百年の秘密 再演（2018年4月 - 5月）
- NODA・MAP  エッグ（2012年9月 - 10月） - 平川
  - エッグ 再演（2015年2月 - 4月）
- 祈りと怪物〜ウィルヴィルの三姉妹〜（2012年12月 - 2013年1月） - パキオテ
- ゴドーは待たれながら（2013年4月 - 5月） - 主演・ゴドー
- 殺風景（2014年5月 - 6月） - 菊池直也
- 窓に映るエレジー（2014年7月 - 8月） - 主演、作・演出
- 社長吸血鬼（2014年9月 - 11月） - 黛
- 大逆走（2015年10月 - 11月） - 八田信一
- ヒトラー、最後の20000年〜ほとんど、何もない〜（2016年7月 - 9月）
- 夜にて（2016年9月 - 11月） - 主演・調、作・演出
- 世界（2017年1月） - 足立健二
- ちょっと、まってください（2017年11月 - 12月） - 乞食の兄
- ニューレッスン（2018年6月 - 7月） - 主演、作・演出
- 贋作・桜の森の満開の下（2018年9月 - 11月） - 青名人
- 美しく青く（2019年7月 - 8月） - 箕輪茂
- ドクター・ホフマンのサナトリウム 〜カフカ第4の長編〜（2019年11月 - 12月）
- イモンドの勝負（2021年11月 - 12月）- 主演
- 世界は笑う（2022年8月 - 9月）-多々見鰯　多々見走[41]
- どうやらビターソウル（2022年10月 - 11月） -出演、作・演出
- NODA・MAP『兎、波を走る』(2023年6月 - 8月)
- ナイロン100℃『江戸時代の思い出』（2024年6月 - 8月）[42]
- ハイバイ『て』（2024年12月 - 2025年2月）[43]
- いきなり本読み！in BOOTCAMP！（2025年3月）[44]
- KAAT神奈川芸術劇場プロデュース『最後のドン・キホーテ THE LAST REMAKE of Don Quixote』（2025年9月 - 11月〈予定〉）[45]

#### 公演中止
- 欲望のみ（2020年6月 - 7月）[46] ※新型コロナウイルスの感染拡大に伴い全公演中止[47]。

#### 降板
- フェイクスピア（2021年5月 - 7月）※リンパ節の炎症による疾病のため降板[4]。

### バラエティ番組
- アフリカのツメ（2004年4月8日 - 2005年3月31日、よみうりテレビ） - 今村一郎（チャッピー今村）
- ブログタイプ（2005年6月18日 - 9月24日、フジテレビ） - レギュラー
- ココリコミラクルタイプ（2006年10月18日 - 2007年9月27日、フジテレビ） - レギュラー

### 教育番組
- ひとりでできるもん!（NHK教育テレビ） - 料理怪人さしすせそ
  - りょうり怪人「さしすせそ」をやっつけろ!（2000年10月9日 - 12日）
  - りょうり怪人べんとうべんのわざあり! おべんとうスペシャル（2001年4月17日・19日）

### テレビアニメ
- パンツぱんくろう（2004年4月 - 2008年3月・2010年4月 - 2011年3月、NHK教育テレビ『おかあさんといっしょ』内アニメ） - トイレさま、そトイレさま
- へうげもの（2011年4月 - 2012年1月、NHK BSプレミアム） - 古田左介 → 古田織部[48]

### 劇場アニメ
- 劇場版ポケットモンスター みんなの物語（2018年7月13日） - カガチ
- フリクリ プログレ（2018年9月28日） - マスラオ[49]

### OVA
- フリクリ（2000年 - 2001年） - アマラオ

### Webアニメ
- やんやんマチコ（2009年） - マモル

### ラジオ番組
- FMシアター 「虫歯とタクシー、その他の不幸」（1997年3月1日、NHK-FM）[50]
- FMシアター 「ボクのいじわるでえらそうなヒール」（2019年2月16日、NHK-FM）[51]

### CM
- ジェイフォン 「メール受信料無料」ライブ前・お金のかかる携帯 編（2000年）
- JT日本たばこ産業 「スモーキングクリーンキャンペーン」 公園・キチンと灰皿習慣 自問自答篇（2002年）
- AJINOMOTO
  - 「健康サララ」不自然に褒める母 編 （2003年）
    - 不自然に褒める母・プレゼント 編（2003年）

  - 「味の素ギフト」息子からのお中元 編（2003年）
    - どういうことなんでしょうか・ギフト 編（2003年）
- キリンビバレッジ 「キリン生烏龍」 生社長 生社長篇（2004年）
- NTTドコモ 「FOMA・GO!GO!テレ電ズ篇」（2004年 - 2005年・2012年）
- so-net 「Broadband ひかり」 叫ぶ男性・プレゼント 編（2006年）
- WOWOW 「グループ名を告げられるユニット」（2010年）
- 久光製薬 「アロマdeマッサージ・ココサロ」 肩に乗る小さい上司 編（2012年）
- NOVAホールディングス 「NOVA」 レッスンを受ける男性 編（2017年）
- 江崎グリコ ポッキー 「明日は、何本分話そうかな。」
  - ポッキー何本分話そうかな デビュー篇（2018年）
  - 午後の贅沢 デビュー 篇（2018年）
  - 午後の贅沢 夫婦になる時間 篇（2018年）
  - 何本分話そうかな バレンタイン 篇（2019年）
  - WEBムービー 何本分話そうかな 母の誕生日 篇（2019年）
  - 何本分話そうかな お泊まり会 篇（2019年）
  - CM・WEBムービー 何本分話そうかな 家族にありがとう 篇（2020年）

### MV
- 離婚伝説「紫陽花」（2025年）[52]